# Thomas Gabriel Fischer
Thomas Gabriel Fischer (n. 19 iulie 1963, Zürich, cantonul Zürich, Elveția), cunoscut și sub numele de scenă Tom Warrior și Satanic Slaughter, este un muzician elvețian. Acesta a fost solistul formațiilor de extreme metal Hellhammer și Celtic Frost, iar în prezent este liderul grupului Triptykon.

## Cariera
Fischer, Urs Sprenger și Pete Stratton (pe numele său real Peter Ebneter) au alcătuit formația Hammerhead la începutul anului 1982. Stratton a fost înlocuit la scurt timp după de Bruce „Denial Fiend” Day (Jörg Neubart), iar grupul și-a schimbat denumirea în Hellhammer în același an. La sfârșitul anului 1983, basistul și compozitorul Martin Eric Ain s-a alăturat formației, iar împreună cu Fischer, Ain și Dray au înregistrat atât exteneded play-ul Apocalyptic Raids⁠(d), cât și o serie de albume demo pentru casa de discuri germană Noise Records⁠(d). În mai 1984, formația a fost desființată. Fischer și Ain au alcătuit împreună Celtic Frost, o influentă formație de avant-garde metal și extreme metal în iunie 1984.
În 1985, Fischer a fost rugat să producă și să cânte pe primul album demo - intitulat Death Cult - al formației elvețiene Coroner⁠(d). Doi dintre membrii  Coroner au făcut parte din personalul⁠(d) Celtic Frost până în 1986. Un an mai târziu, Celtic Frost este desființată ca urmare a numeroaselor conflicte din interiorul grupului.
Câteva luni mai târziu, Fischer a reînființat formația cu alți membrii. După lansarea celui de-al treilea album - Cold Lake⁠(d) - în 1988, schimbarea drastică a genului dezamăgindu-i pe fani. Fischer și-a asumat responsabilitatea pentru eșecul albumul, declarând că era mult prea concentrat pe viața personală și i-a lăsat pe ceilalți membri să-și pună amprenta pe muzica Celtic Frost. Formația a fost desființată în cele din urmă în 1993. La un an după desființare, Fischer a format proiectul EBM⁠(d)/rock industrial Apollyon Sun⁠(d).
În 2000, cartea lui Fischer - Are You Morbid?: Into the Pandemonium of Celtic Frost - a primit numeroase recenzii pozitiv, inclusiv din partea Record Collector.
În 2001, Fischer și Martin Eric Ain au lansat împreună un nou album Celtic Frost, asemănător ca stil și complexitate cu To Mega Therion⁠(d) și Into the Pandemonium⁠(d). Albumul Monotheist⁠(d) a fost lansat în 2006. Din cauza unui conflictul intern, Fischer a părăsit Celtic Frost pe 2 aprilie 2008 și a lansat o nouă formație intitulată Triptykon.
În 2008, a cântat la chitară și bas pentru melodia „Set the Controls for the Heart of the Sun⁠(d)” de pe albumul Revelations of the Black Flame⁠(d) al formației norvegiene de black metal 1349. În 2009, a co-produs albumul Demonoir⁠(d) al aceleași formații.
În 2010, Fischer a fost distins cu Metal Hammer Golden Gods Awards⁠(d) pentru influența sa. Fischer a ocupat locul 32 în lista celor mai mari 100 de chitariști ai genului heavy metal din toate timpurile alcătuită de Guitar World⁠(d).
În prezent, cântă la chitara Ibanez⁠(d) H.R. Giger din seria Iceman. De asemenea, folosește o pedală Ibanez Tube Screamer⁠(d).
Fischer este vegan. De asemenea, acesta a declarat că nu consumă alcool, droguri și nu fumează.
Fischer a fost asistentul personal al artistului H. R. Giger din 2007 până la moartea sa. A fost un prieten apropiat al lui Giger și al soției sale Carmen și continuă să lucreze la Fundația H. R. Giger și la Muzeului H. R. Giger.

## Discografie

### Hellhammer
- Death Fiend (demo, 1983)
- Triumph of Death (demo, 1983)
- Satanic Rites (demo, 1983)
- Apocalyptic Raids (EP, 1984)
- Apocalyptic Raids 1990 A.D. (compilație, 1990)
- Demon Entrails (compilație, 2008)
- Blood Insanity (melodie, 2016)

### Celtic Frost
- Morbid Tales (album, 1984)
- Emperor's Return (EP, 1985)
- To Mega Therion (album, 1985)
- Tragic Serenades (EP, 1986)
- Into the Pandemonium (album, 1987)
- I Won't Dance (EP, 1987)
- Cold Lake (album, 1988)
- Vanity/Nemesis (album, 1990)
- Wine in My Hand (EP, 1990)
- Parched with Thirst Am I and Dying (compilație, 1992)
- Monotheist (album, 2006)
- Innocence and Wrath (compilație, 2017)

### Coroner
- Death Cult (demo, 1986)

### Apollyon Sun
- God Leaves (EP, 1998)
- Sub (album, 2000)

### Probot
- Probot (album, 2004)

### Dark Fortress
- Eidolon (album, 2008)

### 1349
- Revelations of the Black Flame (album, 2009)

### Triptykon
- Eparistera Daimones (album, 2010)
- Shatter (EP, 2010)
- Respirație (singuri, 2014)
- Melana Chasmata (album, 2014)
- Requiem - Live at Roadburn 2019 (album, 2020)